# 堤俊輔
堤 俊輔（つつみ しゅんすけ、1987年6月8日 - ）は、埼玉県新座市出身の元プロサッカー選手でJFA登録仲介人。現役時代のポジションは左サイドバック、センターバック。

## 来歴
中学生・高校生年代では、浦和レッズジュニアユース、ユースに所属。ユース時代にはキャプテンを務めた。2005年の8月に2種登録選手としてトップチームに登録され、以後のトップチームへの帯同を経て、翌2006年、西澤代志也、小池純輝とともにトップチームに昇格した。なお、宇賀神友弥もユース時代の同期である。
2006年はU-19代表に招集され、AFCユース選手権に出場したものの、浦和では公式戦で使われるどころかサブにも入れない日が続いた。その後天皇杯でベンチ入りし、優勝の瞬間を間近に見ることができた。翌2007年シーズン、トップでの試合経験がないことを理由にU-20ワールドカップメンバー入りを逃したが、同時期に行われたA3カップ、山東魯能戦で公式戦初出場。また、ナビスコカップ1回戦G大阪戦で国内戦デビューを果たした。
2008年、ホルガー・オジェックからゲルト・エンゲルスへの監督交代後のJ1第3節・新潟戦でリーグ戦初出場すると、チームのリーグ戦初勝利に貢献し、坪井慶介に変わりレギュラーに定着。
同年5月1日、大原サッカー場近くで自動車を運転中にバイクと接触事故を起こした。双方とも怪我はなかったが、チームではオジェック、内舘秀樹に続いて3件目であり、チームから厳重注意処分を受けた。
2008年シーズン終盤、トレーニング中に左ひざ前十字じん帯断裂の重傷を負い、シーズン終了後に手術を受けた。フォルカー・フィンケから「堤がいるので補強を見送った」と言われるほど 左サイドバックとして高い期待を受けたものの、新しい靭帯が上手く適合せず再手術となってしまい、2009年シーズン中の復帰は絶望的と言われていたが、10月下旬よりトレーニングに部分合流。11月からはほぼ全てのトレーニングに合流し、練習試合にも出場できるまで回復した。
2010年2月20日に行われたプレシーズンマッチ、対徳島戦で左サイドバックとして先発出場。久々に実戦復帰を果たし、シーズン開始後はリーグ戦とカップ戦、それぞれ1試合に出場。しかし、長期離脱した影響で試合勘が戻っておらず低調なパフォーマンスに終始し、その後は出場機会に恵まれず、同年6月よりロアッソ熊本に期限付き移籍した。熊本では移籍直後からDF市村篤司の故障もあり、主力選手として活躍し、熊本の上位進出に貢献した。
シーズン終了後の2010年12月8日、2011年から浦和へ復帰することが発表された。だが2011年は1試合に出場することもなく、7月14日に栃木SCへ期限付き移籍することが発表されたが、同年12月2日、栃木との期限付き移籍期間満了及び所属先である浦和から契約満了に伴い来シーズンの契約を更新しないことが発表された。
2012年より、アビスパ福岡へ完全移籍。移籍初年度の2012年は、調子の波があり本来の実力を発揮できなかったが、2013年は開幕戦となる第1節の東京V戦(味の素ス)でスターティングメンバ―に起用されると、その後も主力選手として完全に定着。第13節の横浜FC戦(ニッパツ三ッ沢)では、決勝点となるプロ入り初ゴールを決めている。
2018年シーズン終了後、契約満了により退団。同年12月12日、フクダ電子アリーナで行われたJリーグ合同トライアウトに出場した。
2019年、鹿児島ユナイテッドFCに加入。センターバックとして33試合に出場するがチームは21位でJ3降格となり、シーズン終了後契約満了で退団、翌2020年1月22日に引退を発表。
現役引退後はSARCLE所属の代理人に転身した。

## エピソード
- 利き足は右だが左足のキックの精度も高く、サイドバックでもセンターバックでも左サイドで起用されることが多い[13]。
- 細貝萌とは公私共に仲が良く、古沢優は赤菱のイレブンの作中で度々ネタにしていた。
- 元プロ野球選手の山崎勝己とは、山崎が福岡ソフトバンクホークスに所属していた頃から親交があり、山崎がオリックス・バファローズに移籍した後も、福岡ヤフオク!ドームでのオリックス戦に応援へ駆けつけていたなど交友が深い[14]。
- 安室奈美恵のファンであり、チームメイトの金城クリストファー達樹と共にライブに参戦する模様を、自身のブログに掲載している[15]。
- 福岡での個人チャントの原曲はボニーMのバビロンの河。
- 名言は「細胞が求めている。」

## 所属クラブ
- 新座たけしのキッカーズ (新座市立野寺小学校)
- 2000年 - 2002年 浦和レッズジュニアユース (新座市立第五中学校)
- 2003年 - 2005年 浦和レッズユース (浦和実業学園高校)
  - 2005年 浦和レッズ (2種登録選手)
- 2006年 - 2011年  浦和レッズ
  - 2010年6月 - 同年12月  ロアッソ熊本 (期限付き移籍)
  - 2011年7月 - 同年12月  栃木SC (期限付き移籍)
- 2012年 - 2018年  アビスパ福岡
- 2019年  鹿児島ユナイテッドFC
- 2023年  とらばこ赤坂FC

## 個人成績
| 国内大会個人成績 | 国内大会個人成績 | 国内大会個人成績 | 国内大会個人成績 | 国内大会個人成績 | 国内大会個人成績 | 国内大会個人成績 | 国内大会個人成績 | 国内大会個人成績 | 国内大会個人成績 | 国内大会個人成績 | 国内大会個人成績 |
| 年度             | クラブ           | 背番号           | リーグ           | リーグ戦         | リーグ戦         | リーグ杯         | リーグ杯         | オープン杯       | オープン杯       | 期間通算         | 期間通算         |
| 年度             | クラブ           | 背番号           | リーグ           | 出場             | 得点             | 出場             | 得点             | 出場             | 得点             | 出場             | 得点             |
| 日本             | 日本             | 日本             | 日本             | リーグ戦         | リーグ戦         | リーグ杯         | リーグ杯         | 天皇杯           | 天皇杯           | 期間通算         | 期間通算         |
| ---------------- | ---------------- | ---------------- | ---------------- | ---------------- | ---------------- | ---------------- | ---------------- | ---------------- | ---------------- | ---------------- | ---------------- |
| 2006             | 浦和             | 36               | J1               | 0                | 0                | 0                | 0                | 0                | 0                | 0                | 0                |
| 2007             | 浦和             | 12               | J1               | 0                | 0                | 2                | 0                | 0                | 0                | 2                | 0                |
| 2008             | 浦和             | 12               | J1               | 18               | 0                | 5                | 0                | 1                | 0                | 24               | 0                |
| 2009             | 浦和             | 12               | J1               | 0                | 0                | 0                | 0                | 0                | 0                | 0                | 0                |
| 2010             | 浦和             | 12               | J1               | 1                | 0                | 1                | 0                | -                | -                | 2                | 0                |
| 2010             | 熊本             | 19               | J2               | 18               | 0                | -                | -                | 2                | 0                | 20               | 0                |
| 2011             | 浦和             | 19               | J1               | 0                | 0                | 0                | 0                | -                | -                | 0                | 0                |
| 2011             | 栃木             | 29               | J2               | 5                | 0                | -                | -                | 1                | 0                | 6                | 0                |
| 2012             | 福岡             | 29               | J2               | 23               | 0                | -                | -                | 1                | 0                | 24               | 0                |
| 2013             | 福岡             | 19               | J2               | 40               | 1                | -                | -                | 0                | 0                | 40               | 1                |
| 2014             | 福岡             | 19               | J2               | 42               | 4                | -                | -                | 0                | 0                | 42               | 4                |
| 2015             | 福岡             | 19               | J2               | 40               | 0                | -                | -                | 2                | 0                | 42               | 0                |
| 2016             | 福岡             | 19               | J1               | 15               | 0                | 3                | 0                | 2                | 0                | 20               | 0                |
| 2017             | 福岡             | 19               | J2               | 17               | 0                | -                | -                | 2                | 0                | 19               | 0                |
| 2018             | 福岡             | 19               | J2               | 11               | 0                | -                | -                | 2                | 0                | 13               | 0                |
| 2019             | 鹿児島           | 19               | J2               | 33               | 0                | -                | -                | 1                | 0                | 34               | 0                |
| 通算             | 日本             | 日本             | J1               | 34               | 0                | 11               | 0                | 3                | 0                | 48               | 0                |
| 通算             | 日本             | 日本             | J2               | 229              | 5                | -                | -                | 11               | 0                | 240              | 5                |
| 総通算           | 総通算           | 総通算           | 総通算           | 263              | 5                | 11               | 0                | 14               | 0                | 288              | 5                |

- 2005年 2種登録選手としての公式戦出場は無し

その他の公式戦
- 2015年
  - J1昇格プレーオフ 2試合0得点
- 2017年
  - J1昇格プレーオフ 2試合0得点

| 国際大会個人成績 | 国際大会個人成績 | 国際大会個人成績 | 国際大会個人成績 | 国際大会個人成績 |
| 年度             | クラブ           | 背番号           | 出場             | 得点             |
| AFC              | AFC              | AFC              | ACL              | ACL              |
| ---------------- | ---------------- | ---------------- | ---------------- | ---------------- |
| 2008             | 浦和             | 12               | 1                | 0                |
| 通算             | AFC              | AFC              | 1                | 0                |

その他の国際公式戦
- 2007年
  - A3チャンピオンズカップ 1試合0得点

- 公式戦初出場： 2007年6月7日 A3カップ vs山東魯能戦 (山東スポーツセンタースタジアム)
- Jリーグ初出場： 2008年3月30日 J1第3節 vsアルビレックス新潟戦 (埼玉スタジアム2002)
- Jリーグ初得点： 2013年5月6日 J2第13節 vs横浜FC戦 (ニッパツ三ツ沢球技場)

## 代表歴
- 2005年 U-18日本代表
- 2006年 U-19日本代表
  - 2006年 AFCユース選手権
- 2007年 U-20日本代表